# Estudios ION
Estudios ION es un estudio de grabación argentino fundado en el año 1956 por el músico húngaro Tiberio Kertesz y su esposa Inés de Kertesz. Desde mayo de 1960 funciona en su ubicación actual en el barrio porteño de Balvanera. Fue uno de los primeros estudios particulares de la Argentina dado que en aquellos años los estudios de grabación pertenecían a las compañías discográficas.
En 2005 fue declarado "sitio de interés cultural" de la Ciudad de Buenos Aires. Desde 2009, es el lugar donde se graba el programa de televisión "Encuentro en el Estudio", de canal Encuentro.
En 2015, su director Osvaldo Acedo y el ingeniero de sonido Jorge El Portugués Da Silva, fueron galardonados con el premio Gobbi de Oro, otorgado por la Academia Nacional del Tango. Además, el Estudio fue galardonado con la Mención Especial a la Trayectoria del Premio Konex, por su invaluable aporte a la música popular argentina.

## Películas filmadas

### Los éxitos del amor año 1979
- escena donde canta Manolo Galvan minuto 58:10

### La discoteca del amor año 1980
- escena donde canta José José minuto 06:40

### Las vacaciones del amor año 1981
- escena donde canta Jose Maria Napoleon minuto 15:24

## Álbumes destacados, por artista[citarequerida]

### Charly García
- 1980: Música del alma
- 1982: Yendo de la cama al living
- 1982: Pubis angelical
- 1984: Piano bar
- 1988: Lo que vendrá
- 1989: Cómo conseguir chicas
- 1994: La hija de la lágrima

### Les Luthiers
- 1971: Sonamos, pese a todo
- 1972: Cantata Laxatón
- 1973: Volumen 3
- 1976: Volumen 4
- 1983: Volumen 7
- 1991: Cardoso en Gulevandia

### Serú Girán
- 1979: La grasa de las capitales
- 1980: Bicicleta
- 1981: Peperina
- 1993: En vivo (remasterización)

### Riff
- 1981: Macadam 3...2...1...0
- 1985: Riff VII
- 1992: Zona de nadie

### Dulces 16
- 1981: Dulces 16

### JAF
- 1990: Diapositivas
- 1991: Salida de emergencia
- 1997: Número 7

### La Máquina De Hacer Pájaros
- 1976: La máquina de hacer pájaros
- 1977: Películas

### León Gieco
- 1981: Pensar en nada
- 1992: Mensajes del alma

### Gabo Ferro
- 2005: Canciones que un hombre no debería cantar
- 2007: Mañana no debe seguir siendo esto

### Pez
- 2007: Los orfebres
- 2009: El porvenir
- 2011: Volviendo a las cavernas

### Otros
- 1968: El Evangelio Criollo – Los Pucareños
- 1972: Días de Blues – Días de Blues
- 1972: Mateo solo bien se lame – Eduardo Mateo
- 1976: Rimas: Gustavo Adolfo Bécquer – Joe y Luis
- 1979: La Banda – Rubén Rada & La Banda
- 1980:  Alma de Diamante  - Spinetta Jade
- 1983: Viva La Gente - Gian Franco Pagliaro
- 1983: Mi voz renacerá – Celeste Carballo
- 1984: Relax – Virus
- 1985: GIT Volumen 2 – G.I.T.
- 1986: La la la – Luis Alberto Spinetta y Fito Páez
- 1986: Mi religión – Sissi Hansen
- 1996: Despedazado por mil partes – La Renga
- 2001: Animal 6 – A.N.I.M.A.L.
- 2003: Ahí Va – Luis Salinas
- 2008: Doble A – Andrea Álvarez
- 2008: Folklore – Soledad Pastorutti
- 2012: La dinastía Scorpio – Él Mató a un Policía Motorizado
- 2014: Florida – Face Cream
- 2014: Remolino – Acorazado Potemkin
- 2017: Fanga – El Gran Capitán

El Amor Después del Amor : Fito Paez